# تي إس. إليس الثالث
تي إس. إليس الثالث (بالإنجليزية: T. S. Ellis, III)‏ هو قاضي ومحامي أمريكي، ولد في 15 مايو 1940 في بوغوتا في كولومبيا.